# Lil Rel Howery
Lil Rel Howery, född 17 december 1979 i Chicago, är en amerikansk skådespelare.
Howery har bland annat medverkat i TV-serien Eureka! (2022–2023). Han har även medverkat filmerna Bird Box från 2018, The Angry Birds Movie 2 från 2019, Tom & Jerry från 2021, Harald och den magiska kritan från 2024.

## Filmografi (i urval)
- 2017: Get Out
- 2018: Bird Box
- 2019: The Angry Birds Movie 2
- 2019 – Good Boys
- 2020 – The Chi (TV-serie)
- 2020 – Clouds
- 2021: Tom & Jerry
- 2021: Free Guy
- 2021: Judas and the Black Messiah
- 2022–2023: Eureka!
- 2023: Paw Patrol: Storfilmen
- 2023 – Poker Face (TV-serie)
- 2023 – Dashing Through the Snow
- 2024 – Harald och den magiska kritan
- 2025 – Animal Friends
- 2025 – Hundmannen